# 海因茨·基尔
海因茨·基尔（德語：Heinz Kiehl，1943年6月6日—2016年7月26日），德国男子摔跤运动员。他曾代表德国联队、西德参加1964年和1968年夏季奥林匹克运动会摔跤比赛，其中1964年奥运会获得一枚铜牌。